# Valerie Hughes

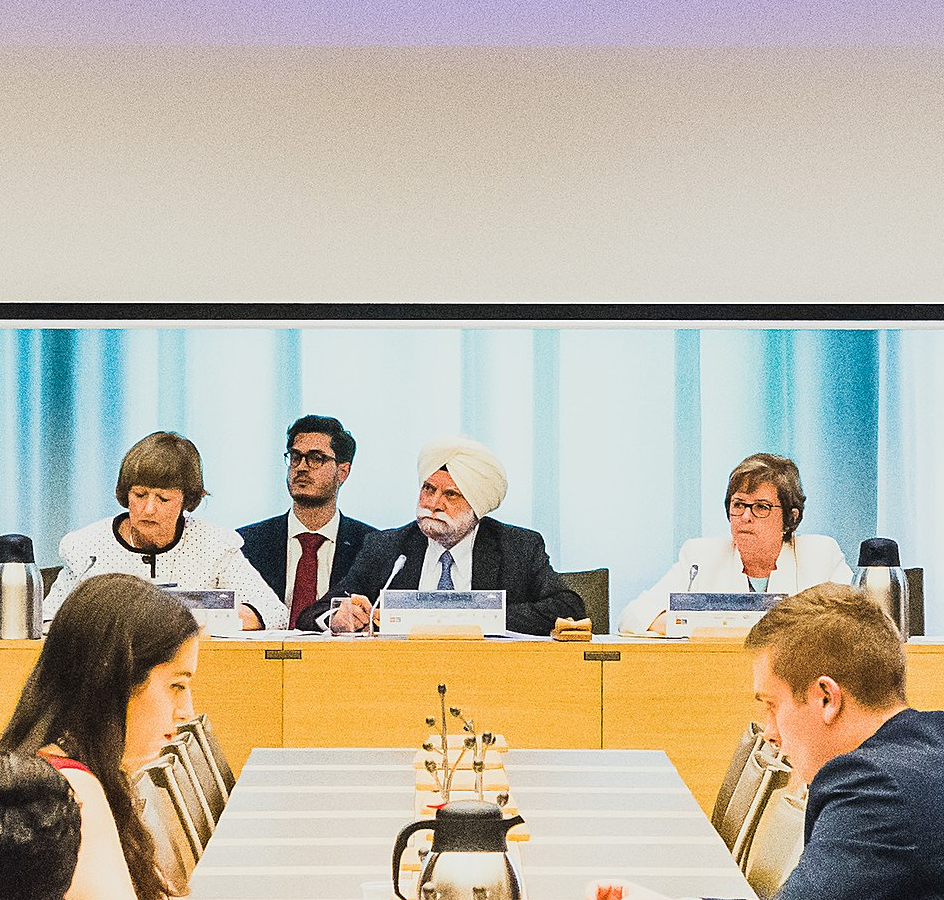
v. l. n. r. am Tisch mit Namenskarten Jennifer A. Hillman, Ujal Singh Bhatia, Valerie Hughes

Valerie Hughes ist eine kanadische Juristin. Sie war Mitglied in einem Panel der Welthandelsorganisation und ist Schiedsrichterin für verschiedene Abkommen.

## Leben
Sie schloss ihr Studium an der Carleton University 1976 ab und ihr Studium an der rechtswissenschaftlichen Fakultät der Universität Ottawa 1981. Sie wurde 1981 in die Bar von Ontario, der Rechtsanwaltskammer im anglo-amerikanischen Rechtskreis, aufgenommen. 2019 wurde sie von dieser mit dem OBA Award of Excellence in International Law ausgezeichnet. 2016 wurde sie mit John E. Read Medaille vom Canadian Council on International Law als Anerkennung ihres Beitrages für internationale Organisationen ausgezeichnet. Sie ist eine Senior Fellow am Zentrum für International Governance Innovation (CIGI).
Sie war Mitglied des ersten Exekutivkomitee der Gesellschaft für internationales Wirtschaftsrecht (SIEL).
Nach ihr wurde beim John H. Jackson Moot Court die Auszeichnung für die besten Schriftsätze des Beklagten benannt.

## Arbeit
Valerie Hughes war von 2001 bis 2005 Direktorin des Appellate Body Sekretariats der WTO und von 2010 bis 2016 Direktorin der Rechtsabteilung der WTO (WTO Legal's Affairs Division). Sie ist damit bisher die einzige Person, die beide Ämter ausgeübt hat. In der zweiten Funktion verantwortete sie die Herausgabe des WTO Analytical Index, einer Buchreihe, die das Fallrecht der WTO analysiert und strukturiert.
Sie war selbst zweimal Mitglied eines Panels der WTO, unter anderem im Fall EC - Information Technology Products und hat zahlreiche Artikel über das internationale Wirtschafts-, Welthandelsrecht, sowie über Rechtsstreitigkeiten im internationalen Recht, insbesondere um internationale Seegrenzen, geschrieben.
Sie arbeitete 22 Jahre in verschiedenen Positionen in der kanadischen Regierung, so als Assistance Deputy Minister und Beraterin im Finanzministerium, sowie in Positionen im Außen- und Justizministerium und des Ministeriums für internationalem Handel. Ebenfalls vertrat sie Kanada in verschiedenen Rechtsstreitigkeiten, darunter vor WTO Panels und Appellate Body, dem Internationalen Gerichtshof in einem Rechtsstreit über Fischereirechte und einem internationalen Tribunal über die Meeresgrenzen zwischen Kanada und Frankreich bei Neufundland. Insgesamt war sie in über 70 Fällen im Rahmen der Streitbeilegung des Dispute Settlement Body beteiligt.
Valerie Hughes arbeitete in verschiedenen Anwaltskanzleien, teilweise als angestellte Anwältin (Counsel), teilweise als Partnerin, aktuell bei BennettJones LLP. Dort vertritt sie Staaten bei WTO-Rechtsstreiten.
Seit 2016 ist sie an der Queen’s University in Kingston in Kanada Adjunct Assistant Professor.
Sie ist seit April 2020 Schiedsrichterin im Multi-Party Interim Appeal Arbitration Arrangement der Europäischen Union, welches aufgrund der Blockade des Appellate Body durch die USA für die Mitgliedsstaaten des Abkommens die Aufgaben einer Rechtsmittelinstanz in Rechtsstreitigkeiten um das Welthandelsrecht übernimmt. Im Zusammenhang mit dieser Ernennung sagte sie, dass die Welt ein stabiles Welthandelssystem bräuchte und vor allem eine Antwort auf den steigenden Protektionismus finden müsste.
Valerie Hughes ist ebenso Mitglied verschiedener Gruppen von Schiedsrichtern, die von den Staaten für Rechtsstreitigkeiten bestimmt wurden, beispielsweise des Canada-United States-Mexico Agreement (CUSMA), des NAFTA oder des Comprehensive and Progressive Agreement for Trans Pacific Partnership.
In ihren Aufsätzen setzt sich Valerie Hughes für eine Reform des Dispute Settlement Understanding ein, insbesondere aufgrund der aktuellen Krise des Appellate Body. Sie kritisiert dabei hohe Strafzölle und Gegenmaßnahmen, sofern diese nicht den Regeln der WTO entsprechen.

## Veröffentlichungen (Auswahl)

### Bücher
- Reflections on Canada's past, present and future in international law = Réflexions sur le passé, le présent et l'avenir du Canada en matière de droit international, mit Oonagh E. Fitzgerald, Mark Jewett and L. Yves Fortier, Kanada, 2018.
- Brexit and International Trade one year after the referendum, Kanada, Centre for International Governance Innovation, 2018.
- Canada: a Key Player in WTO Dispute Settlement, Kanada, 2018.

### Artikel
- “World Trade Organization arbitrator finds that Covid-19 measures justify delay in compliance with WTO obligations” (2020), 4 PKI Global Justice Journal 25.
- L'affaire de la délimitation maritime Canada/France, Canadian yearbook of international law. - Vol. 30 1992 : 3-41.

### Tagungsbände
- Government perspectives on the DSU: the first annual U.S. Conference on Dispute Resolution in the World Trade Organization, Tagungsband 1998.